# Parafia Miłosierdzia Bożego w Jeleniej Górze-Jagniątkowie
Parafia pw. Miłosierdzia Bożego w Jeleniej Górze-Jagniątkowie – parafia rzymskokatolicka w dekanacie szklarskoporębskim w diecezji legnickiej.  Obsługiwana przez księży diecezjalnych. Erygowana 30 czerwca 1986. Kościół parafialny mieści się przy ulicy Saneczkowej.

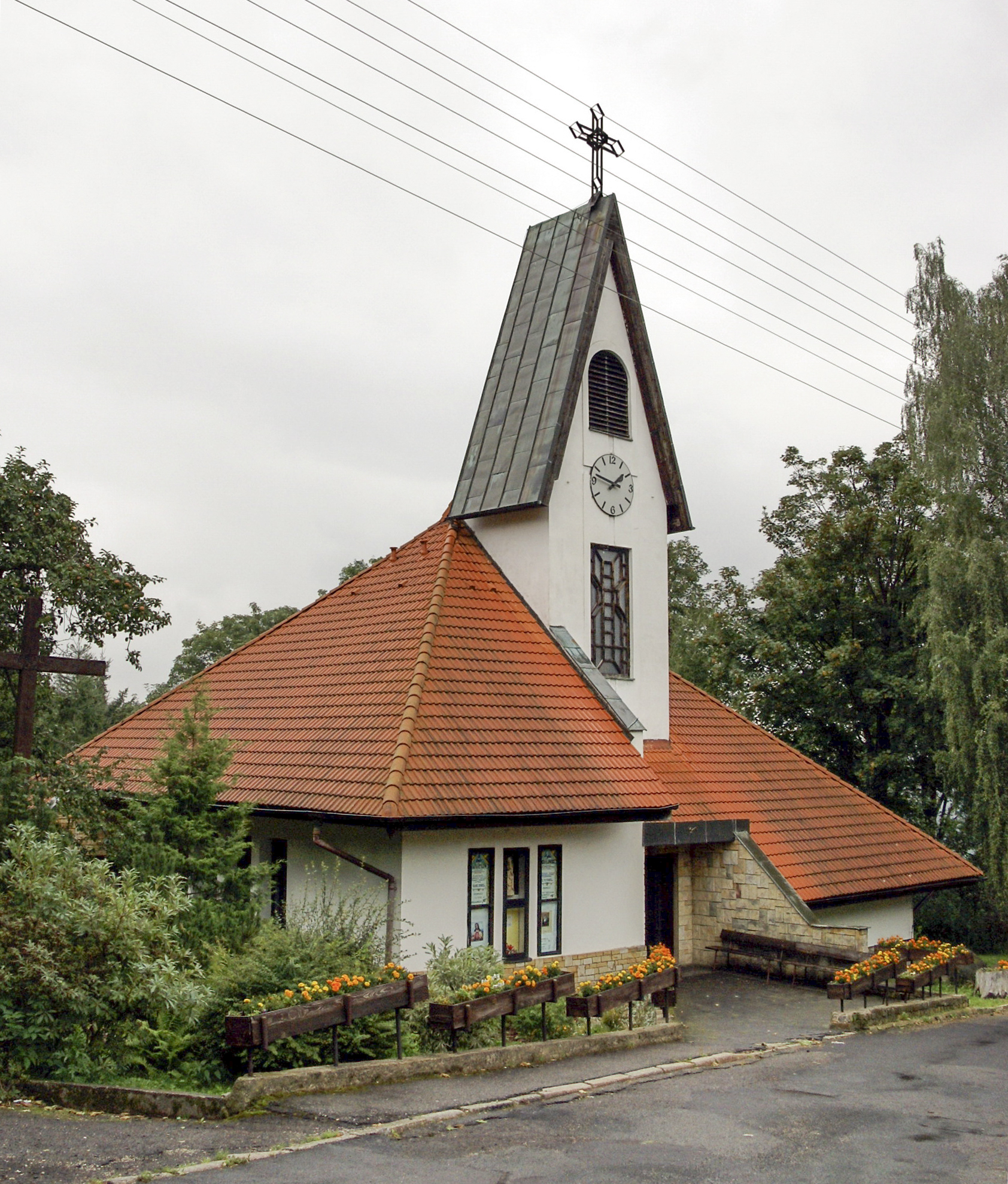
Kościół filialny w Piechowicach-Michałowicach